# Rinorea pauciflora
Rinorea pauciflora (Thouars) Baill. – gatunek roślin z rodziny fiołkowatych (Violaceae). Występuje endemicznie we wschodniej części Madagaskaru. 

## Morfologia
PokrójZimozielone drzewo lub krzew. Dorastające do 1–5 m wysokości.
LiścieBlaszka liściowa ma odwrotnie jajowaty lub romboidalny kształt. Mierzy 2–6 cm długości oraz 1,2–6 cm szerokości, jest niemal całobrzega lub ząbkowana na brzegu, ma klinową nasadę i spiczasty wierzchołek. Przylistki są lancetowate i osiągają 2–3 mm długości. Ogonek liściowy jest nagi i ma 5–12 mm długości.
KwiatyZebrane po 5–7 w gronach wyrastających z kątów pędów. Mają działki kielicha o okrągławym kształcie i dorastające do 1–2 mm długości. Płatki są owalnie podługowate, mają białą barwę oraz 3–4 mm długości.

## Biologia i ekologia
Rośnie w lasach. 